# Strelitziaceae
Strelitziaceae is de botanische naam van een familie in de eenzaadlobbigen. Een familie onder deze naam wordt pas de laatste decennia erkend, omdat deze planten veelal werden ingedeeld in de familie Musaceae. Moderne systemen erkennen deze familie veelal wel, zo ook Cronquist (1981), APG (1998) en APG II (2003).
De familie telt zeven soorten in drie geslachten:
- Phenakospermum Endl. (met een soort)
- Ravenala Adans. (met een soort, de reizigersboom: Ravenala madagascariensis)
- Strelitzia Banks (met vijf soorten)

De familie komt van nature voor in tropisch Zuid-Amerika, Zuidoost-Afrika en Madagaskar.
Een bekende vertegenwoordiger van deze familie is de paradijsvogelbloem (Strelitzia reginae) afkomstig uit Zuid-Afrika, die in veel tropische tuinen te zien is. De reizigersboom is de nationale plant van Madagaskar.